# 玄珠帶蛺蝶
玄珠帶蛺蝶（学名：Athyma perius），又名艾蝶、白三線蝶、白擬三線蝶、饅頭果擬叉蛺蝶，为蛺蝶科帶蛺蝶屬下的一个种。

## 描述
本種為中型蛺蝶，無明顯雌雄二型性。雄蝶與雌蝶外型相似，差異在於前足構造：雄蝶前足癒合、無毛，雌蝶則分節、有爪且無毛。
頭部橙褐色，前額白色混雜褐色，複眼光滑，下唇鬚白色前伸。觸角黑褐色，末端略膨大且頂端裸露；口器黃褐色。胸部背面為褐色，具多枚白斑；腹面白色。腹部背面褐色並鑲白色帶紋，兩側有黑褐色斑點。
前翅長28-33 mm，外型呈直角三角形，後翅圓形扇狀，翅脈末端略突。翅背面底色黑褐色，中央具明顯白色帶紋，前翅呈彎曲狀，後翅則為直斜帶。前翅中室內有四枚白斑，白色斑紋多為折線或弧列排列，亞外緣另具一列白點，後翅點列內緣常鑲黑色斑。翅腹面底色為淡橙或淡黃褐色，白色紋路多帶黑邊。後翅外側白紋列內緣黑點明顯，基部有小白紋與眉形黑紋。前後翅外緣皆有白色波狀線，緣毛為黑白相間。

## 分布
本種廣泛見於東亞地區，如华南、台灣、喜馬拉雅、南亞、中南半島、蘇門答臘、小巽他群島、爪哇島。台灣地區分布於中低海拔地區，北部較少見。

## 生態習性
一年多世代，全年可見成蟲活動。幼蟲可攝食多種大戟科饅頭果屬植物，如裏白饅頭果、菲律賓饅頭果、細葉饅頭果、錫蘭饅頭果等。

## 外部連結
- 維基物種上的相關：玄珠帶蛺蝶
- 维基共享资源上的相關多媒體資源：玄珠帶蛺蝶